# صعود المركب (تنظيم)

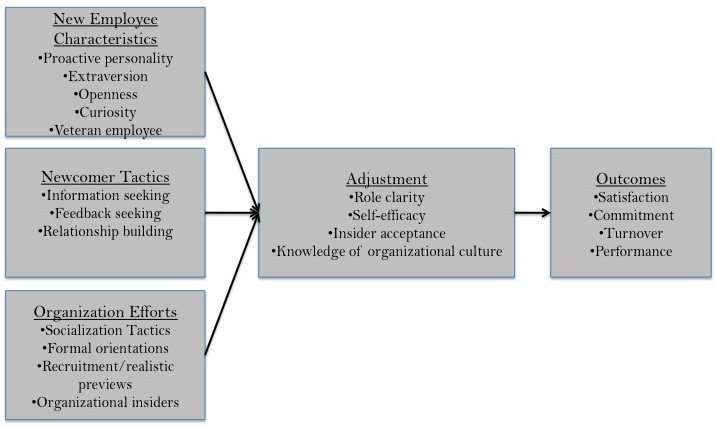

صعود المركب هو ترجمة لمصطلح إنكليزي يستعمل لتهيئة موظفين جدد يلتحقون بعمل المؤسسة وذلك عن طريق توفير المعرفة الضرورية والمهارات والسلوكيات ليصبحوا فاعلين وفعالين في عملهم. تشمل التكتيكات المستعملة نشاطات مثل الاجتماعات الرسمية، المحاضرات، عروض فيديو، وثائق تدريبية، دورات تعليمية على الحاسوب، والتي تركز على تعريف الموظف عن عمل الشركة وتدريبه على مهامه الوظيفية.
دلت الدراسات والأبحاث أن هذه النشاطات تزيد من فعالية الأفراد وتؤدي إلى نتائج إيجابية وترفع من درجة الرضا الوظيفي للموظفين وولاء أعلى.

## التسمية
صعود المركب هي ترجمة حرفية لمصطلح (بالإنجليزية: Onboarding)‏ والذي يستعمل ليعني ركوب سطح المركب أو القطار. ويمكن استعمال مرادفات عربية أخرى مثل «تهيئة الموظفين الجدد» أو «تحفيز الموظفين الجدد».

## روابط خارجية

### بالعربية
- تعريف ببرنامج تهيئة الموظفين الجدد في معهد الإدارة العامة في المملكة العربية السعودية
- اسباب فشل الموظفين الجدد. جامعة النجاح الوطنية

## للإستزادة
| - إختبارات الدفاع الجوي - تعلم نشط - نظرية النشاط - مراجعة بعد العمل - براعة مؤسساتية - تعلم تعاضدي - جماعة إبداعية | - علم نفس تربوي - إدارة المعرفة - تنظيم المعرفة - نقل المعرفة - تعلم - شبكة تعلم - جماعة تعلم | - ذاكرة مؤسسات - هندسة مؤسسات - ربط إجتماعي - نظرية الإختيار الإسترتيجي - نظرية النص والتخاطب - شبكة القيم - تحليل شبكة القيم |